# Lineær Partiel Information
Lineær partiel information (LPI) er en metode til at træffe beslutninger på basis af usikre eller uskarpe informationer (eng: fuzzy information). LPI-teorien var introduceret i 1970 af polsk-schweizisk matematiker Edward Kofler (1911 – 2007) for at simplificere beslutningsprocesser. I sammenligning med andre metoder er LPI simplere algorytmisk og navnlig under beslutningstagen, mere praktisk orienteret. I stedet for tvivlsomme eller usikre sandsynlighedsfunktioner (eng: membership functions) lineariserer beslutningstageren enhver uskarphed (eng: fuzziness) ved at etablere lineære grænser for fordeling af uskarpe sandsynligheder eller ved normaliseret vægtangivelse. I LPI processer lineariserer beslutningstageren (eng: linearize) enhver uskarphed i stedet for at anvende sandsynlighedsfunktioner. Dette bliver gjort ved at bestemme stokastiske og ikke-stokastiske afhængigheder indenfor LPI. En blandet stokastisk og ikke-stokastisk uskarphedsgørelse (fuzzification) af beslutningsprocessen er oftest grundlæggende for en LPI-proces. Ved at anvende LPI metoder kan der tages hensyn til enhver uskarphed ved at anvende lineær uskarp logik (eng: fuzzy logic).

## Definition
Enhver stokastisk partiel information SPI(p) ,der kan betragtes som en løsning af et lineært ulighedssystem, kaldes lineær partiel information (Linear Partial Information) LPI(p) om sandsynlighed p. Dette kan betragtes som LPI-uskarphedsgørelse af sandsynligheden p svarende til begrebet lineær uskarp logik (Linear fuzzy Logic).

## Anvendelser
a) MaxEmin princip

For at beregne den maximalt opnåelig forventede værdi (eng: expected value), skal beslutningstageren vælge en strategi, der maksimerer den mindste forventede værdi. Denne proces fører til MaxEmin – princippet og er en udvidelse af Bernoullis princip.

b) MaxWmin princip

Dette princip fører til maksimalt opnåelig vægtetfunktion med hensyn til ekstreme vægte. 

c) Det forventede beslutningsprincip (eng: Prognostic Decision Principle – PDP)

Dette princip baserer sig på forventet tolkning af strategier ved uskarphed.

## Uskarp ligevægt og stabilitet
På trods af informationens uskarphed er det ofte nødvendigt at vælge den optimale og mest forsigtige strategi. Det gælder f.eks. i økonomisk planlægning, i konflikt situationer eller i daglige beslutninger. Dette ville være umuligt uden begrebet – den uskarpe ligevægt (eng: Fuzzy Equilibrium). Begrebet uskarp ligevægt betragtes her som en udvidelse af et tidsinterval svarende til beslutningstagerens tilsvarende stabilitetsområde. Jo mere sammensat beslutningsmodel, desto mindre restriktiv bliver valget af strategi. Begrebet den uskarpe ligevægt baserer sig på optimeringsprincippet. For at kunne gennemføre optimeringen skal man analysere MaxEmin’s, MaxGmin’s og PDP’s stabilitet. Tilsidesættelse af disse principper vil føre til forkerte forudsigelser og beslutninger.

## LPI ‘s ligevægtspunkt
Når man betragter en bestemt LPI beslutningsmodel som en kombination (eng: convolution) af uskarpe tilstande og en tilsvarende forstyrrende mængde (eng: disturbance set), bliver strategi for den uskarpe ligevægt den mest forsigtige på trods af uskarphedens tilstedeværelse. En hvilken som helst afvigelse fra denne strategi kan forårsage tab for beslutningstageren.

## Eksterne links
- Redskaber til at etablere førerposition ved hjælp af lineær partiel information (LPI) Arkiveret 28. september 2011 hos  Wayback Machine
- Lineær partiel information (LPI) med anvendelser
- Lineær partiel information (LPI) med anvendelser indenfor USAs økonomiske politik
- Praktisk beslutningstagen ved hjælp af lineær partiel information (LPI)
- Stokastisk programmering af sandsynligheds fordeling med uskarpe lineær partiel information (LPI). (Webside ikke længere tilgængelig)
- Øjeblikkelig beslutningstagen ved hjælp af lineær partial information (LPI) (Webside ikke længere tilgængelig)

## Udvalgt litteratur
- Edward Kofler – Entscheidungen bei teilweise bekannter Verteilung der Zustände, Zeitschrift für OR, Vol. 18/3, 1974.

- Edward Kofler – Extensive Spiele bei unvollständiger Information, in Information in der Wirtschaft, Gesellschaft für Wirtschafts- und Sozialwissenschaften, Band 126, Berlin 1982.

- Edward Kofler – Equilibrium Points, Stability and Regulation in Fuzzy Optimisation Systems under Linear Partial Stochastic Information (LPI), Proceedings of the International Congress of Cybernetics and Systems, AFCET, Paris 1984, pp. 233-240.

- Edward Kofler – Decision Making under Linear Partial Information. Proceedings of the European Congress EUFIT, Aachen, 1994, p. 891-896.

- Edward Kofler – Linear Partial Information with Applications. Proceedings of ISFL 1997 (International Symposium on Fuzzy Logic), Zurich, 1997, p.235-239.